# Đặng Thái Sơn

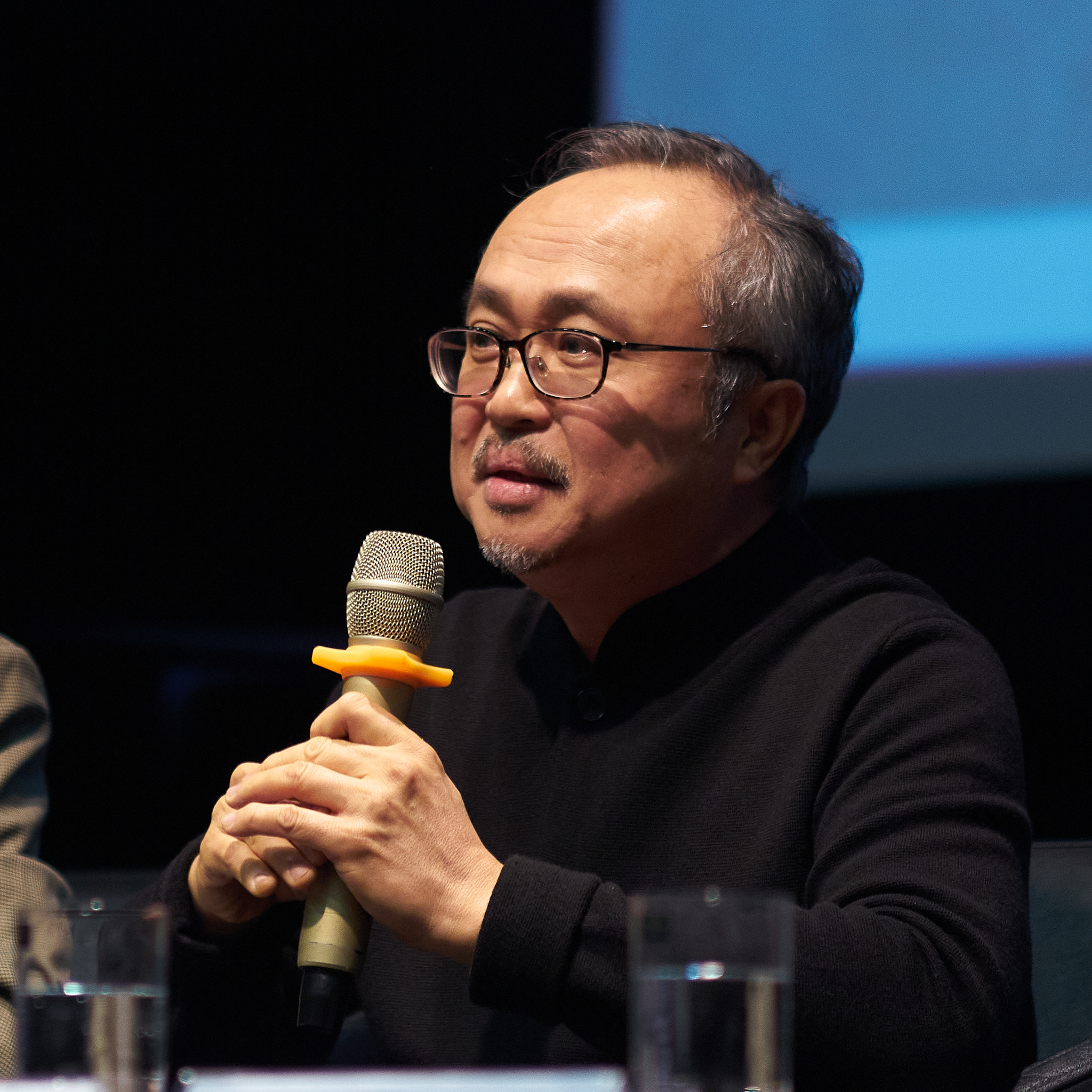

Dang Thái Sơn (nacido el 2 de julio de 1958 en Hanói, Vietnam) es un pianista clásico vietnamita-canadiense. Fue el medalla de oro del Décimo Concurso Internacional de Piano Chopin en Varsovia, Polonia en 1980.
Dang Thái So'n ha recibido un reconocimiento especial por la sonoridad y la poesía en sus interpretaciones de la música de Chopin y el repertorio francés.

## Trayectoria
Dang comenzó a estudiar piano en Hanói con su madre, Madame Thai Thi Lien, y luego profesora en la Academia Nacional de Música de Vietnam. Fue descubierto por un pianista ruso, Isaac Katz, en una visita a Vietnam en 1974. Estudió en el Conservatorio de Moscú en Rusia. En Moscú, estudió con Vladimir Natanson, alumno de Samuil Feinberg, y posteriormente con Dmitri Bashkirov . 
Dang ha actuado en más de 40 países y en escenarios como el Lincoln Center, Barbican Centre (Londres), Salle Pleyel (París), Herculessaal (Múnich), Musikverein (Viena), Concertgebouw (Ámsterdam), Sídney Opera House (Sídney), Suntory Hall (Tokio).   
Dang se ha presentado con orquestas como la Filarmónica de San Petersburgo, Orquesta Sinfónica de Montreal, Orquesta Sinfónica de la Ciudad de Birmingham, Orquesta de París, Filarmónica Checa, Filarmónica de la BBC, Filarmónica de Dresde, Staatskapelle de Berlín, Filarmónica de Oslo, Filarmónica Nacional de Varsovia, Sinfónica del Estado de Hungría, Filarmónica de Moscú, Sinfónica Nacional Rusa , así como los Virtuosos de Moscú, Sinfonia Varsovia, la Orquesta de Cámara Real de Suecia, la Orquesta de la Filarmonía y muchas más.   
También ha aparecido bajo la dirección de directores de clase mundial, desde Sir Neville Marriner y Pinchas Zukerman hasta Mariss Jansons, Paavo Järvi, Iván Fischer, Frans Brüggen, Vladimir Spivakov, Dimitri Kitaenko, James Loughram, Jiri Belohlavek, Hiroyuki Iwaki, Ken- Ichiro Kobayashi, Pavel Kogan, Jerzy Maksymiuk, Sakari Oramo, John Nelson y Vladimir Ashkenazy. 
En el campo de la música de cámara, ha actuado con el Philharmonic Octet de Berlín, el Smetana String Quartet, Barry Tuckwell, Tsuyoshi Tsutsumi, Pinchas Zukerman, Boris Belkin, Joseph Suk, Alexander Rudin  y tocó dúos de piano con Andrei Gavrilov. 
Fue profesor visitante en la Escuela de Música Kunitachi (Tokio), y actualmente enseña en la Universidad de Montreal (Canadá). A partir de septiembre de 2018, Dang se trabaja en la facultad de piano en el Conservatorio de Música de Oberlin . 
Dang es el ganador del Prix Opus en la categoría "Concierto del año" de 2016 por su concierto presentado por la Fondation Arte Musica en el Bourgie Hall del Musee de Beaux Arts en Montreal, Canadá.     
En 1999, es el único pianista extranjero invitado a Varsovia para dar el concierto de gala para la conmemoración del 150 aniversario de la muerte de Frederick Chopin. Luego, en octubre, Vladimir Ashkenazy lo invita junto a Murray Perahia para dar clases magistrales en Berlín.
En junio de 2001, al final de su vida, Isaac Stern lo invitó a dar tres conciertos en su Festival Miasaky en Japón, asistiendo a uno de ellos de principio a fin antes de dedicar su libro, Tu eres un verdadero músico y la música te ama.
En 2010, fue invitado a la gala inaugural del Bicentenario del nacimiento de Frederic Chopin en Varsovia y el único pianista que realizó una gira mundial, a petición del Instituto Nacional Frederic Chopin en Varsovia, para celebrar este 200 aniversario, a veces dando conciertos con un piano de época, un Erard de 1849 de los dos conciertos de Chopin, acompañado por la Orquesta de Frans Brüggen del siglo XVIII, y a veces recitales en las ciudades más grandes del mundo.
Ha sido invitado al jurado de las mayores competiciones: Chopin (Varsovia), Clara Haskil (Vevey), Cleveland (EE. UU.), Rajmáninov (Rusia), Sviatoslav Richter (Moscú), C. Bechstein (Alemania), Jeunesse musicale (Montreal), Villa-Lobos (Brasil), Hamamatsu (Japón), Arthur Rubinstein (Israel), China ...

## Discografía
Se le puede escuchar en grabaciones de Deutsche Grammophon, Melodya, Polskie Nagrania, CBS Sony, Victor JVC, Analekta y los sellos de grabación del Instituto Fryderyk Chopin. 
Dos proyectos de grabación fueron lanzados en 2017.  El primero es una grabación de Schubert con Victor Kenwood Japan, una compañía con la que Dang Thai Son ha trabajado desde 1995. La segunda grabación se dedica a las composiciones de Paderewski, que incluyen el Concierto para piano en la menor y una selección de las obras solistas de Paderewski. Esta grabación fue seleccionada como "La clef du mois" (Disco del mes) por ResMusica (París, Francia).     
- Schubert :
  - Sonata para piano n°21 en si bémol majeur D960 (Victor)
  - Allegretto en do menor D915
  - 12 danzas alemanas D790 (2017)
- Chopin :
  - Nueve integrales : Valses, Preludios, Impromptus, Scherzos, Balladas, Nocturnos, Polonesas, Conciertos, Mazurkas.
  - Chopin Nocturnos : op.9, 32, 37, 55. Sobre piano de época (Erard 1849) y sobre Steinway (The Fryderyk Chopin Institute) (2010)
  - Dang Thai Son plays Chopin Favorites (1986)
  - My Memories (Victor).
  - Recital en Múnich (Deutsche Grammophon) (agotado)
- Mozart : Conciertos para piano no 12 & 21 (CBS Sony) (agotado) ; Conciertos para dos pianos y orquesta (con Andreï Gavrilov) (Melodia) (agotado) (1984)
- Mendelssohn :
  - Romanzas sin palabras (Victor)
  - Rondo Capriccioso op.14 (2001)
  - Concierto para 2 pianos en Mi mayor (con Andreï Gavrilov) (1984)
- Tchaïkovski :
  - Les Saisons (Victor)
  - Romanzas op.5
  - Un poco di Chopin op.72-15
  - Dumka op.59 (2007)
- Debussy : Préludes, 1.er Livre et Estampes (Victor)
- Ravel : Miroirs, Valses nobles et sentimentales, Pavane pour une infante défunte (Victor) (1996)